# Shah 'Abd al-'Azims helgedom

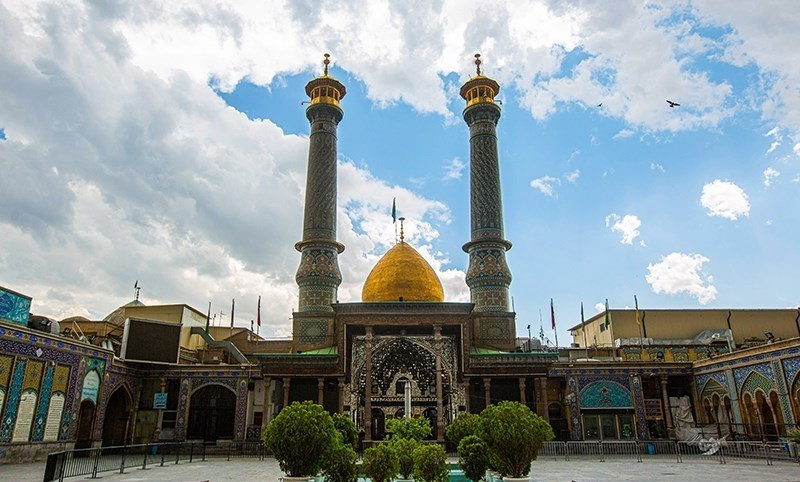
Shah 'Abd al-'Azims helgedom.

Shah ’Abd al-’Azims helgedom i Rey (Astaneh-ye Hazrat-e ’Abd al-’Azim dar Rey på translittererad persiska) är en helgedom som hyser graven för Shah ’Abd al-’Azim (kung Den Magnifikes tjänare på persiska/arabiska). Han var en av profeten Muhammeds och den andra shiaimamen Hassans ättlingar. Imamättlingarna Hamzah och Tahirs helgedomar finns även i detta komplex. Denna plats anses vara en av de mest kända pilgrimsplatserna i Iran och ligger i Rey, i södra Teheran. I vissa hadither har det nämnts att besökandet av hans grav belönas lika mycket som besökandet av Husayn ibn Alis helgedom.

## Bildgalleri

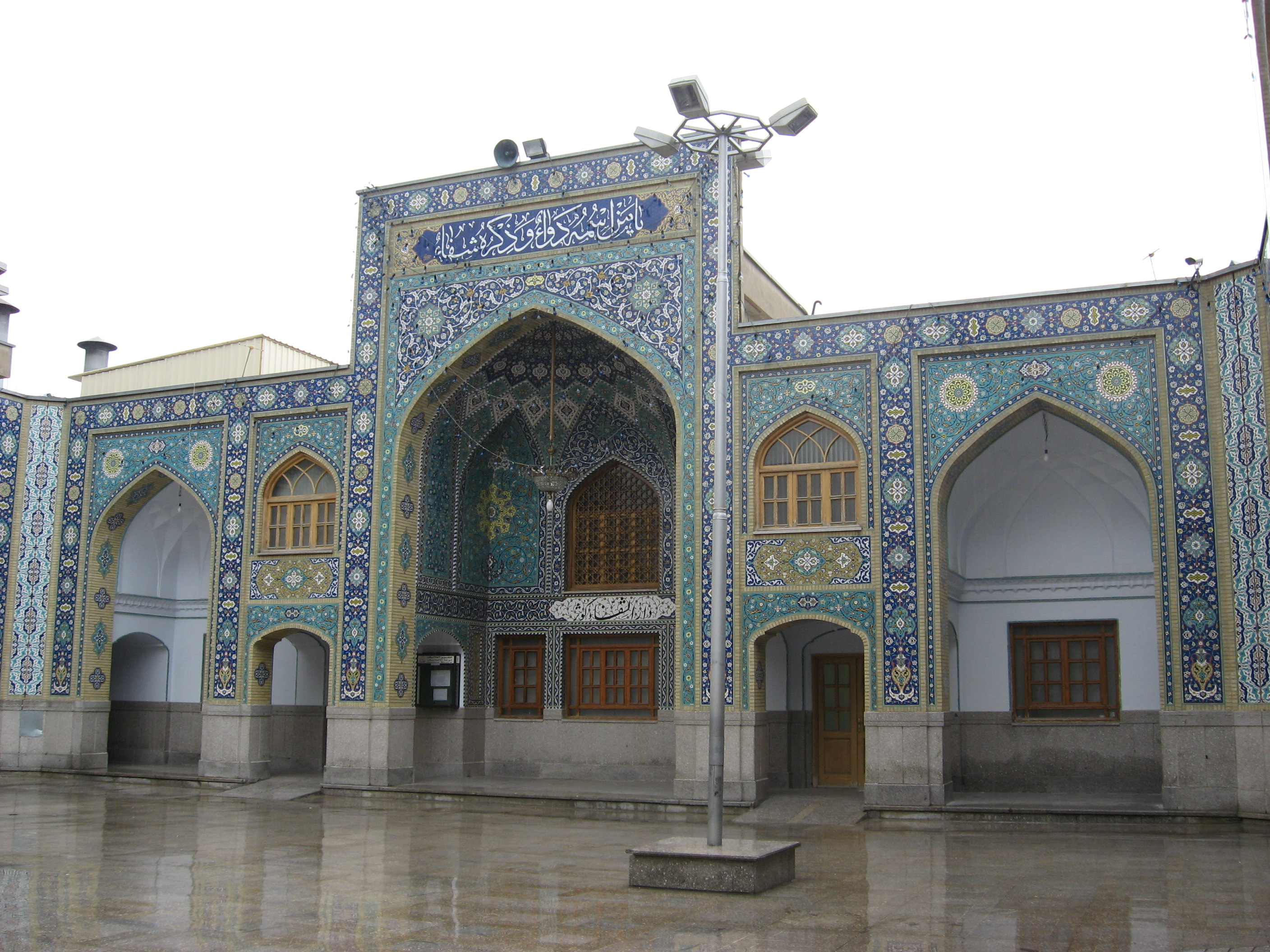
En gård i helgedomen.
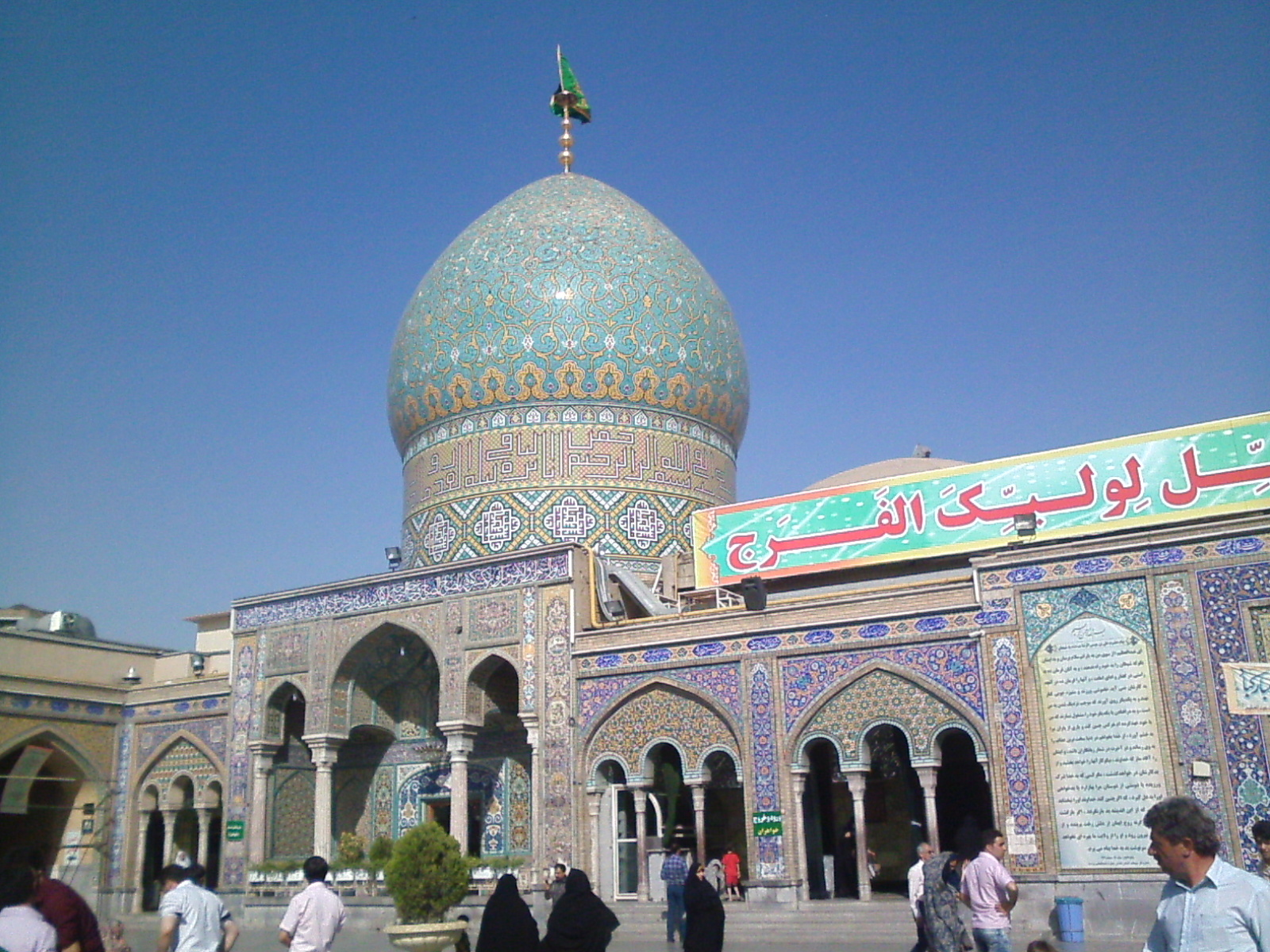
Besökare vid helgedomen.
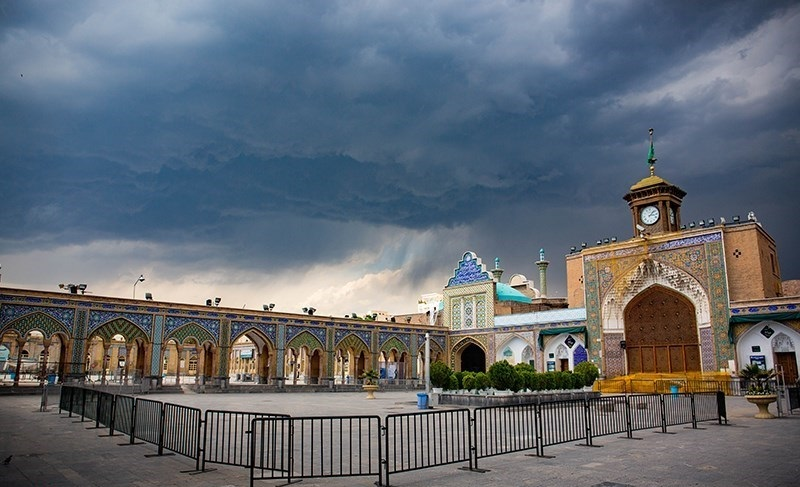
En bild från 2020 under coronapandemin.
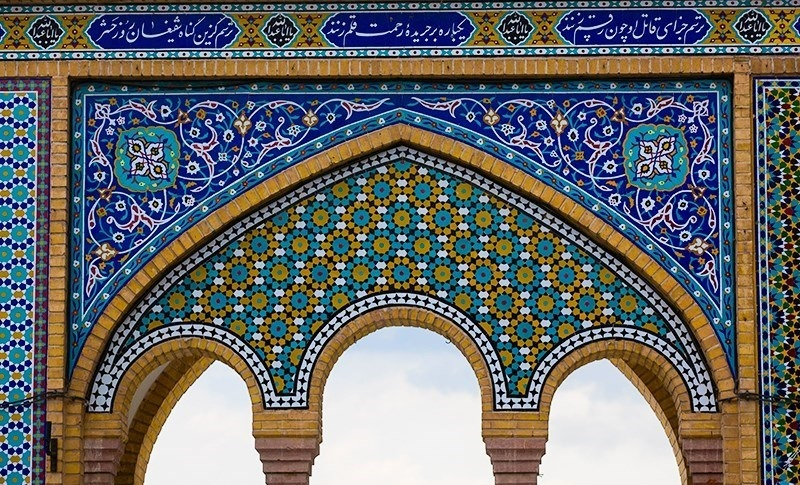
Islamisk arkitektur, med persisk poesi längst upp.
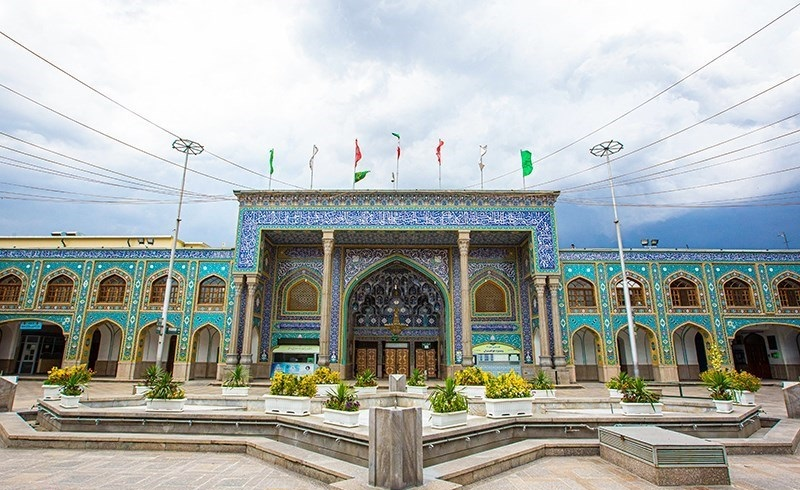
En plats för wudu ute på gården i helgedomen.